# 威廉·吉布斯·麦卡杜
小威廉·吉布斯·麦卡杜（/ˈmækəˌduː/；1863年10月31日—1941年2月1日）是一名美國律師和政治人物。麥卡杜是進步運動的領導者，在其岳父伍德羅·威爾遜總統的管理中發揮了重要作用。作為民主黨成員，他也曾任加利福尼亞州美國參議員。
麥卡杜出生於喬治亞州瑪麗埃塔，年輕時搬到田納西州諾克斯維爾，並畢業於田納西大學。他在田納西州查塔努加建立法律事務所，之後於1892年搬到紐約市。他作為哈德遜和曼哈頓鐵路公司的總裁而聲名鵲起，並擔任民主黨全國委員會的副主席。麥卡杜為威爾遜的1912年美國總統選舉工作獲得成功，並在1913年至1918年擔任美國財政部長。他於1914年與威爾遜的女兒愛蓮娜結婚。麥卡杜主持了聯邦儲備系統的建立，並幫助防止第一次世界大戰爆發後的經濟危機。美國參戰後，麥卡杜還擔任鐵路局局長。1919年，麥卡杜離開威爾遜的內閣，共同創立麥卡杜、科頓和富蘭克林律師事務所。
麥卡杜在1920年民主黨全國大會上尋求民主黨總統提名，但遭到其岳父伍德羅·威爾遜總統的反對，後者希望獲得第三任期的提名。1922年，麥卡杜離開他的律師事務所，並搬到加利福尼亞州。他在1924年再次尋求民主黨總統提名，但1924年民主黨全國大會提名了約翰·威廉·戴維斯。他於1932年當選為參議員，但在競選第二個任期時被擊敗。1941年，麥卡杜在參加富蘭克林·D·羅斯福第三次就職典禮的途中因心臟病發作而去世。

## 備註
1. ↑  麥卡杜與同名的家族成員有不同的區別：
  - 威廉·吉布斯·麥卡杜博士（1820－1894，時稱「一世」或「老」）
  - 威廉·吉布斯·麥卡杜（1863－1941，時稱「二世」或「小」）
  - 小威廉·吉布斯·麥卡杜中尉（1895－1960，時稱「三世」）
2. ↑  Libbey, James K. . Lexington, KY: The University Press of Kentucky. 2016: 105–107. ISBN 978-0-8131-6715-2.

## 延伸閱讀
- Broesamle, John J. William Gibbs McAdoo: A Passion for Change, 1863–1917.  Port Washington, NY: Kennikat Press, 1973.
- Chase, Philip M. William Gibbs McAdoo: The Last Progressive,(1863–1941) (PhD dissertation, University of Southern California, 2008) online
- Craig, Douglas B. Progressives at War: William G. McAdoo and Newton D. Baker, 1863–1941. Baltimore: Johns Hopkins University Press, 2013.
- McKinney, Gordon B. . East Tennessee Historical Society's Publications. 1976, 48: 34–39.
- Prude, James C. . Journal of Southern History. 1972, 1972 (4): 621–628. JSTOR 2206152. doi:10.2307/2206152.
- Radford, Gail. . Journal of Policy History. 1999, 11 (1): 59–88. S2CID 154336912. doi:10.1017/s0898030600003067.
- Schwarz, Jordan A. The New Dealers: Power politics in the age of Roosevelt (Vintage, 2011) pp 3–31. online
- Synon, Mary. McAdoo, the Man and His Times: A Panorama in Democracy. Indianapolis: Bobbs-Merrill Co., 1924.

## 外部連結
- 威廉·吉布斯·麦卡杜－美國國會國家人物傳記大辭典
- Who's Who: William Gibbs McAdoo （页面存档备份，存于）
- William Gibbs McAdoo via Tennessee Historical Society
- Speeches by William Gibbs McAdoo （页面存档备份，存于） via Library of Congress
- Anthony Fitzherbert. . Electric Railroaders Association, nycsubway.org. June 1964  [2009-03-14]. （原始内容存档于2012-02-16）.
- Wm. G. McAdoo's Birthplace （页面存档备份，存于） historical marker

| 官衔                       | 官衔                                                                       | 官衔                     |
| -------------------------- | -------------------------------------------------------------------------- | ------------------------ |
| 前任者： 富蘭克林·麥克維   | 美國財政部長 1913年－1918年                                                | 繼任者： 卡特·格拉斯     |
| 奖项与成就                 |                                                                            |                          |
| 前任者： 安東尼·福克       | 時代封面人物 1924年1月7日                                                  | 繼任者： 威廉·勞倫斯     |
| 政党职务                   |                                                                            |                          |
| 前任者： 約翰·艾略特       | 美國加利福尼亞州聯邦參議員民主黨提名人 （第3組） 1932年                    | 繼任者： 謝里登·唐尼     |
| 美国参议院                 |                                                                            |                          |
| 前任者： 薩繆爾·M·薛特里奇 | 美國加利福尼亞州聯邦參議員（第3組） 1933年－1938年 與海勒姆·约翰逊同時在任 | 繼任者： 托馬斯·M·史托克 |